# This Is Pop Music
This Is Pop Music é o segundo álbum internacional do cantor norueguês Espen Lind, lançado em 2001.

## Lançamento
O álbum saiu primeiramente na Noruega, no final do ano 2000, atingindo ao #3 da parada nórdica. Um ano depois, ele foi lançado internacionalmente, contendo a faixa adicional "Where The Lost Ones Go", um dueto com a cantora Sissel Kyrkjebø. 
Embora tenha alcançado certa notoriedade, This Is Pop Music não chegou a obter o mesmo sucesso de vendas de seu antecessor Red, que vendeu mais de meio milhão de cópias ao redor do mundo.
O álbum teve os singles "Black Sunday" e "Life Is Good" lançados, além do exitoso dueto com Sissel.

## Faixas
- Versão norueguesa[3]

1. "Joni Mitchel on the Radio"
2. "Black Sunday"
3. "Coming Home"
4. "Everything's Falling Apart"
5. "Everybody Says"
6. "The Dolphin Club"
7. "I Want You"
8. "This Is the Time! This Is the Place!"
9. "Life Is Good"
10. "Pop From Hell"

- Versão internacional[1]

1. "Joni Mitchel on the Radio"
2. "Where The Lost Ones Go"
3. "Black Sunday"
4. "Coming Home"
5. "Everything's Falling Apart"
6. "Everybody Says"
7. "The Dolphin Club"
8. "I Want You"
9. "This Is the Time! This Is the Place!"
10. "Life Is Good"
11. "Pop From Hell"